# Crock of Gold
Die Crock of Gold (deutsch Goldkruke) ist eine Steinkiste neben dem Weg, der vom Royal Tor über den Royal Hill nach Hexworthy führt. Sie liegt östlich von Princetown in Devon in England.
Der Cairn mit seinen Randsteinen hat etwa 4,0 Meter Durchmesser und eine Resthöhe von einem guten halben Meter. Zentral liegt eine kleine rechteckige ausgegrabene Kiste von etwa 1,0 × 0,5 Meter. Der Deckstein ist nach Westen verschoben worden und liegt auf dem Cairn.
Die Steinkisten (kornisch Kistvaen) in Devon und Cornwall wurden in der Hoffnung beraubt, einen Schatz zu finden. Kistvaens tragen Namen wie „Geldgruben“, „Geldkisten“, „Goldstücke“, „Höhlen“, „römische Gräber“. Die Idee, dass alte Gräber wertvolle Gegenstände enthalten, ist sehr alt. Eine der ersten Erwähnungen der Suche nach Gold stammt aus dem Jahr 1324. Die Erlaubnis zur Suche wurde von Edward II von England erteilt.
In der Nähe liegt die Steinkiste von Blakey Tor.